# Leningradskaja (forskningsstation)
Leningradskaya Station (norska: Leningradskaja-stasjonen (Russland), Leningradskaja) är en forskningsstation i Antarktis. Den ligger i Östantarktis. Australien gör anspråk på området. Leningradskaya Station ligger 216 meter över havet.
Terrängen runt Leningradskaya Station är kuperad åt sydväst, men österut är den platt. Havet är nära Leningradskaya Station åt nordost. Trakten är obefolkad. Det finns inga samhällen i närheten.